# Кастель, Лу
Лу Касте́ль (итал. Lou Castel), настоящее имя ─ Ульв Кварзель (швед. Ulv Quarzell; род. 28 мая 1943, Богота) — актёр итальянского кино, участник леворадикального движения конца 1960-х годов.

## Биография

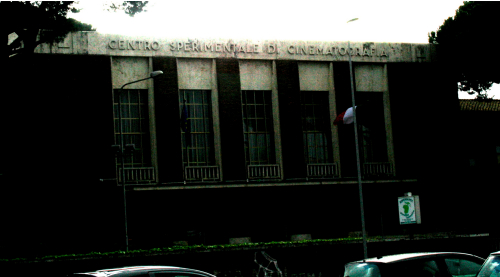
Центр экспериментальной кинематографии, где учился актёр

Родился 28 мая 1943 года в Колумбии (Богота), отец — швед, дипломат, мать — ирландка, гражданка Великобритании (играла эпизодические роли в итальянских авторских фильмах в 1960-е годы). Детство провёл на Ямайке, в Нью-Йорке и Стокгольме.
В юном возрасте переехал из Боготы в Рим.
Изучал актёрское мастерство в Центре экспериментальной кинематографии в Риме, но был исключён. Сторонник системы Станиславского, позднее он говорил:

Самое главное — это полное слияние с персонажем. Я играл и злодеев, и добрых, правильных персонажей. Люблю отыскивать положительные стороны в отрицательных героях и наоборот.
— Лу Кастель
Кастель всегда выбирал роли, которые отражают его воинственные левые убеждения. В 1972 году римские полицейские арестовали его сразу же после пресс-конференции, чтобы депортировать на самолёте в Швецию.
В кино дебютировал в 1963 году в эпизодической роли в фильме Лукино Висконти «Леопард».
Международную известность известность Лу Кастель получил после исполнения главной роли в фильме Марко Беллоккьо «Кулаки в кармане» (1965), сыграв подростка из первого послевоенного поколения, главной формой протеста которого против буржуазного общества становится убийство. Герой концентрирует злобу, неврозы, гнев, высокомерие и смертельную опасность для окружающих.
На волне успеха этого фильма сыграл ещё в нескольких фильмах «кино контестации», в частности в фильме Сальваторе Сампери «Спасибо, тётя» (1968).
Кастель исповедовал радикальные левые взгляды, много общался с рабочими и крестьянами, принимал участие в деятельности марксистской организации, а заработанные на съёмках деньги тратил на её поддержку. Сыграл заглавную роль в телефильме Лилианы Кавани «Франциск Ассизский», воспринимая святого, как бунтаря против системы.
Наиболее значительные роли в коммерческих фильмах сыграл во второй половине 1960-х годов: Ниньо Тейт в вестерне Дамиано Дамиани «Золотая пуля» (1966), в спагетти-вестерне Карло Лидзани «Покойся с миром!» (1967).
В 1990 году переехал в Париж. Продолжал работать на телевидении и в кино в качестве актёра и режиссёра. В 1999 году выступил в качестве постановщика короткометражного фильма «Точно в срок».
Лу Кастель работал с выдающимися кинорежиссёрами — Райнером Вернером Фассбиндером («Предостережении святой блудницы»), Вимом Вендерсом, Клодом Шабролем («Нада»), Филиппом Гаррелем («Она провела много времени в свете софитов»).
На время прервал кинокарьеру, чтобы стать профессиональным политиком. Разочаровавшись в политике, вернулся к съёмкам в фильме «Забивание камнями Святого Этьена» (2012). Картина вошла в программу «Божественная эйфория» на XXVI Московском международном кинофестивале. Сам актёр дал мастер-класс и показал на нём собственный короткометражный фильм.
В интервью актёр признавался в ненависти к режиссёрам, хотя исполнял роль режиссёра в фильмах Гарреля и Фассбиндера:

Я их и в жизни ненавидел, так что мог понять своего героя. Но всё равно, для того чтобы найти мотивацию, энергию для этой роли, мне нужны были дополнительные средства. Я старался думать о том, что меня очень сильно раздражает: я думал о Гитлере, думал о моём поколении, о поколении немцев, которые были зажаты между нацистскими идеями и американским влиянием.
— Лу Кастель

## Семья
У Кастеля есть сын — актёр Рокко Кварзель (род. 1974) от актрисы и певицы Марчеллы Микеланджели (род. 1943), с которой он состоял в браке.

## Признание
- МКФ молодого кино в Турине, Италия, 1998, — Премия за исполнение лучшей мужской роли в короткометражном фильме Пьетро Д’Агостино «Il Piano dell’uomo di sotto» (1998).

## Избранная фильмография
| Год  | Название                         | Роль                                       | Режиссёр                 | Примечания           |
| ---- | -------------------------------- | ------------------------------------------ | ------------------------ | -------------------- |
| 1963 | Леопард                          | эпизод                                     | Лукино Висконти          |                      |
| 1965 | Кулаки в кармане                 | Алессандро                                 | Марко Беллоккьо          | главная роль         |
| 1966 | Франциск Ассизский               | Франциск Ассизский                         | Лилиана Кавани           | главная роль         |
| 1966 | Золотая пуля                     | Билл Ниньо Тейт                            | Дамиано Дамиани          | главная роль         |
| 1967 | Покойся с миром!                 | Requiescant                                | Карло Лидзани            | главная роль         |
| 1968 | Спасибо, тётя                    | Альвизе                                    | Сальваторе Сампери       | главная роль         |
| 1968 | Галилео                          | Молодой монах                              | Лилиана Кавани           |                      |
| 1971 | Предостережении святой блудницы  | Джефф, режиссёр                            | Райнер Вернер Фассбиндер | главная роль         |
| 1972 | Nel nome del padre               | Сальваторе                                 | Марко Беллоккьо          |                      |
| 1973 | Алая буква                       | преподобный Димсдейл                       | Вим Вендерс              |                      |
| 1974 | Нада                             | Д’Орэ                                      | Клод Шаброль             |                      |
| 1977 | Смена пола                       | Durán                                      | Висенте Аранда           | главная мужская роль |
| 1977 | Американский друг                | Рудольф                                    | Вим Вендерс              |                      |
| 1977 | Les Enfants du placard           | Николя                                     | Бенуа Жако               |                      |
| 1982 | Gli occhi, la bocca              | Giovanni Pallidissimi / Pippo Pallidissimi | Марко Беллоккьо          | главная роль         |
| 1985 | Остров сокровищ                  | Доктор / Отец                              | Рауль Руис               |                      |
| 1989 | Который час?                     | Рыбак                                      | Этторе Скола             |                      |
| 1993 | La Naissance de l’amour          | Поль                                       | Филипп Гаррель           | главная роль         |
| 1996 | Ирма Веп                         | Жозе Мирано                                | Оливье Ассаяс            |                      |
| 1998 | Луиза (дубль 2)                  | отец Луизы                                 | Зигфрид                  |                      |
| 2012 | Забивание камнями Святого Этьена | Этьен                                      | Pere Vilà Barceló        | главная роль         |